# 磁気ディスク

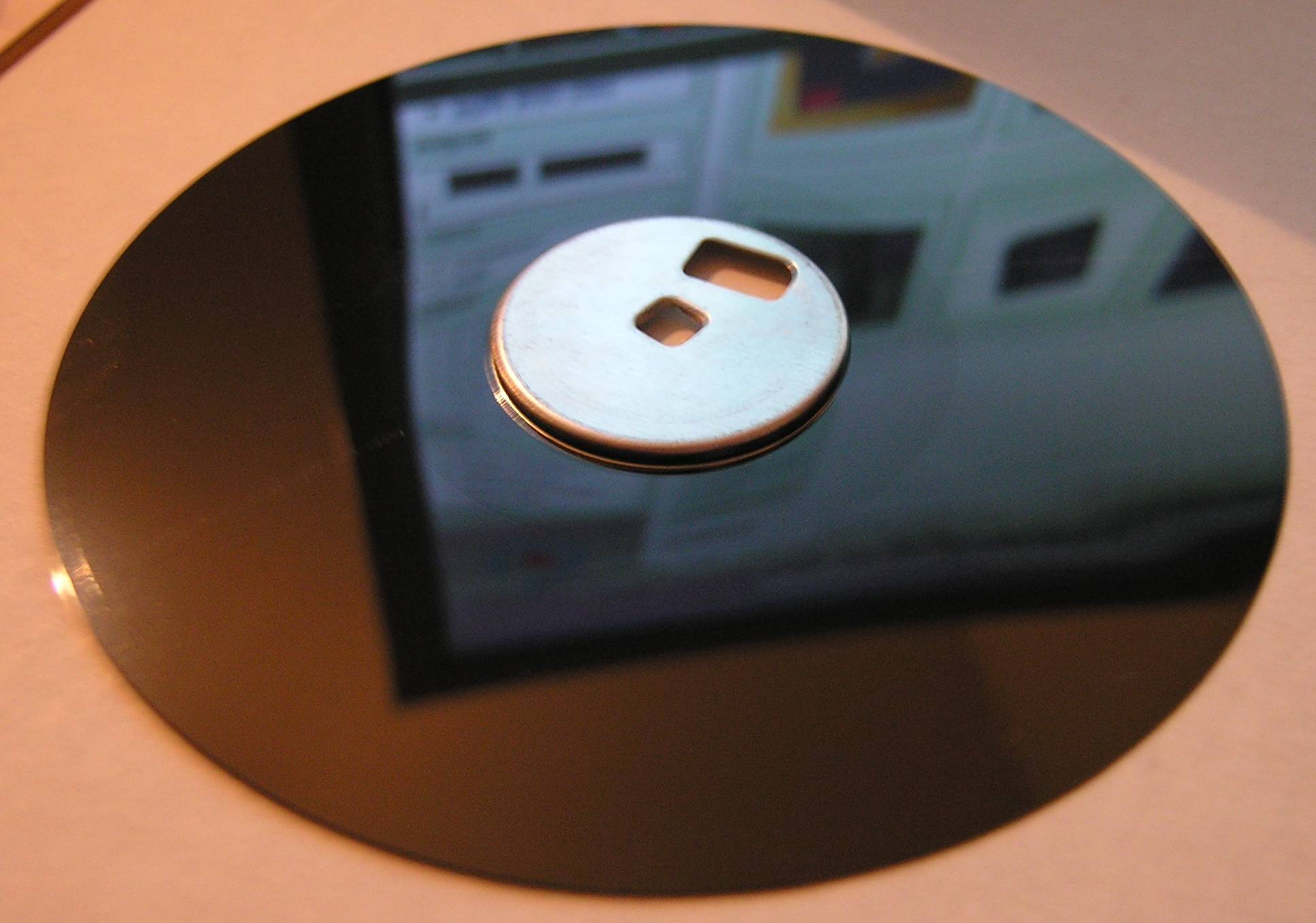
磁気ディスク（3.5型フロッピーディスクのもの）

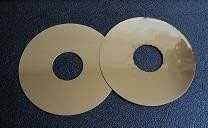
磁気ディスク（ハードディスクのプラッタ）

磁気ディスク（じきディスク、英: Magnetic disk）とは、データ記録に磁性体を塗布した円盤を回転させて行う記録媒体（ディスクメディア・電子媒体→磁気記録）の名称である。本稿ではハードディスクドライブに加えて着脱可能な磁気ディスク（リムーバブルメディア）についても記述する。

## 概要
磁気を帯びる性質を持った微小な金属（磁性体）を円形の板（ディスク）に塗布、または蒸着して磁性層を作り、電磁石から発する磁束でこの磁性層内の磁性体を磁化して情報を記録する。この記録の読み書きを行う部品は磁気ヘッドと呼ばれる。磁気ディスクの基材の表面は、磁性層の下層に下地材や中間材、磁性層の上層には保護層などが塗布や蒸着されて多層構造を成している。高密度記録製品で正常な読み書き動作を行うには、磁気ヘッドと磁気ディスク間の適正な間隙の維持が重要であり、磁気ディスク表面の平滑性とねじれや反りのないことが求められる。
磁気ディスクにフォーマットを行いセクタを区切ったランダムアクセス方式のものが一般的であるが、クイックディスクなどはシーケンシャルアクセス方式だった。初期のデジタルカメラでは磁気ディスクにアナログ記録を行うものもあったが、21世紀現在では全てデジタル記録方式になっている。

## 欠点・脆弱点
磁気ディスクは、磁気、埃や汚れ、振動や衝撃に脆弱である。
情報の記録に磁気を用いていることから、外部から磁気（磁石などの発する強い磁界）を受けるとディスクの保持する磁界が変化し記憶情報が破壊される。ただし、日常で用いる程度の一般的な磁界では密着でもさせない限りディスクの磁界を変化させることはできない。
また、情報を記録しているディスク面に傷が入るとディスク表面の磁性体が剥離したり磁性が変化する。このため、埃（ダスト）や汚れの付着、振動や衝撃の入力に対して大きな脆弱性がある。
- 埃や汚れが記録面に付着することにより磁気ヘッドを正常な高度に維持できなくなり正常に読み書きできなくなったり、埃や汚れによりヘッドのバウンドを引き起こし直接または間接的に記録面が傷付けられ広範囲に読み書きできなくなることがある。
- ハードディスクドライブのように磁気ヘッドがディスクに接触しない構造の磁気ディスクは、読み書き動作中や停止中・保管中などで振動が加わると、その加速度の大小や発生状況に応じて磁気ヘッドが記録面に接触（ヘッドクラッシュ）して部分的に読み書き不能になったり、ひどい場合には磁気ディスクの変形が起こり全ての記録情報の読み出しすら行えない全壊状態となることがある。

磁気ディスクはディスク型記録媒体の一種であり機械的にディスクを回転させるその構造上、読み込みにおいて信頼性が低く時間がかかるという欠点がある。

## 種類・規格

### 装置から記憶媒体が取り外せない前提のもの
- ハードディスクドライブ、磁気ディスク装置

### 装置から記憶媒体を取り外せるもの
- フロッピーディスク
- EZ135
- ベルヌーイディスク
- ZIP
- EzFlyer
- スーパーディスク
- モバイルディスク
- マイクロドライブ
- クイックディスク
- ORB
- Jaz
- REV - スピンドルモーターがカートリッジ側にある
- iVDR

## 光磁気ディスク
磁気ディスクと似たものに光磁気ディスクがある。光磁気ディスクは記録の読み書きに磁気だけでなくレーザー光による加熱を用いる。